# Lijst van Europese kampioenen teamsprint
De teamsprint staat sinds de eerste editie van de Europese kampioenschappen baanwielrennen in 2010 op het programma.

## Medailles

### Mannen
| Jaar | Goud                                                                                | Zilver                                                                         | Brons                                                                                   |
| 2010 | DuitslandRobert Förstemann Maximilian Levy Stefan Nimke                             | FrankrijkMichaël D'Almeida François Pervis Kévin Sireau                        | Verenigd KoninkrijkMatthew Crampton Chris Hoy Jason Kenny                               |
| 2011 | DuitslandRené Enders Robert Förstemann Stefan Nimke                                 | FrankrijkMickaël Bourgain François Pervis Kévin Sireau                         | PolenMaciej Bielecki Kamil Kuczynski Damian Zieliński                                   |
| 2012 | DuitslandJoachim Eilers Max Niederlag Tobias Wächter                                | PolenMaciej Bielecki Kamil Kuczynski Damian Zieliński                          | Verenigd KoninkrijkMatthew Crampton Lewis Oliva Callum Skinner                          |
| 2013 | DuitslandRené Enders Robert Förstemann Maximilian Levy                              | FrankrijkGrégory Baugé Michaël D'Almeida François Pervis                       | RuslandDenis Dmitriev Andrey Kubeev Pavel Jakoesjevskij                                 |
| 2014 | DuitslandRobert Förstemann Tobias Wächter Joachim Eilers                            | FrankrijkGrégory Baugé Kévin Sireau Michaël D'Almeida                          | RuslandPavel Jakoesjevskij Denis Dmitriev Nikita Sjoersjin                              |
| 2015 | NederlandNils van 't Hoenderdaal Jeffrey Hoogland Hugo Haak                         | PolenGrzegorz Drejgier Rafał Sarnecki Krzysztof Maksel                         | DuitslandJoachim Eilers Max Niederlag Robert Forstemann Maximilian Levy                 |
| 2016 | PolenMaciej Bielecki Kamil Kuczynski Mateusz Rudyk Mateusz Lipa                     | Verenigd KoninkrijkJack Carlin Ryan Owens Joseph Truman                        | DuitslandEric Engler Robert Forstemann Jan May                                          |
| 2017 | FrankrijkBenjamin Edelin Sébastien Vigier Quentin Lafargue                          | DuitslandRobert Förstemann Maximilian Levy Joachim Eilers                      | NederlandJeffrey Hoogland Harrie Lavreysen Matthijs Büchli Roy van den Berg Sam Ligtlee |
| 2018 | NederlandJeffrey Hoogland Harrie Lavreysen Roy van den Berg Nils van 't Hoenderdaal | FrankrijkSébastien Vigier François Pervis Quentin Lafargue Michaël D'Almeida   | DuitslandStefan Bötticher Timo Bichler Joachim Eilers                                   |
| 2019 | NederlandJeffrey Hoogland Harrie Lavreysen Roy van den Berg Matthijs Büchli         | Verenigd KoninkrijkJack Carlin Jason Kenny Ryan Owens                          | FrankrijkGrégory Baugé Quentin Lafargue Sébastien Vigier Melvin Landerneau              |
| 2020 | RuslandDenis Dmitriev Pavel Jakoesjevskij Ivan Gladisjev Alexander Sjarapov         | TsjechiëMartin Čechman Dominik Topinka Tomáš Bábek Jakub Šťastný               | GriekenlandKonstantinos Livanos Ioannis Kalogeropoulos Sotirios Bretas                  |
| 2021 | NederlandJeffrey Hoogland Harrie Lavreysen Roy van den Berg Sam Ligtlee             | FrankrijkTimmy Gillion Rayan Helal Sébastien Vigier                            | PolenMaciej Bielecki Patryk Rajkowski Mateusz Rudyk Daniel Rochna                       |
| 2022 | NederlandJeffrey Hoogland Harrie Lavreysen Roy van den Berg                         | FrankrijkTimmy Gillion Rayan Helal Sébastien Vigier Melvin Landerneau          | Verenigd KoninkrijkJack Carlin Alistair Fielding Hamish Turnbull                        |
| 2023 | NederlandJeffrey Hoogland Harrie Lavreysen Roy van den Berg Tijmen van Loon         | Verenigd KoninkrijkJack Carlin Alistair Fielding Hamish Turnbull Joseph Truman | FrankrijkTimmy Gillion Melvin Landerneau Sébastien Vigier                               |
| 2024 | NederlandJeffrey Hoogland Harrie Lavreysen Roy van den Berg Tijmen van Loon         | FrankrijkFlorian Grengbo Rayan Helal Sébastien Vigier                          | PolenDaniel Rochna Mateusz Rudyk Rafał Sarnecki Maciej Bielecki                         |
| 2025 | FrankrijkTimmy Gillion Rayan Helal Sebastien Vigier                                 | NederlandHarrie Lavreysen Loris Leneman Tijmen van Loon                        | Verenigd KoninkrijkHarry Ledingham-Horn Hayden Norris Charles Radford                   |

### Vrouwen
| Jaar | Goud                                                                               | Zilver                                                                             | Brons                                                                    |
| 2010 | FrankrijkSandie Clair Clara Sanchez                                                | Verenigd KoninkrijkVictoria Pendleton Jessica Varnish                              | DuitslandKristina Vogel Miriam Welte                                     |
| 2011 | Verenigd KoninkrijkVictoria Pendleton Jessica Varnish                              | OekraïneLyubov Shulika Olena Tsos                                                  | DuitslandKristina Vogel Miriam Welte                                     |
| 2012 | LitouwenGintarė Gaivenytė Simona Krupeckaitė                                       | RuslandDarja Sjmeleva Anastasia Vojnova                                            | FrankrijkOlivia Montauban Sandie Clair                                   |
| 2013 | RuslandElena Brezhniva Olga Streltsova                                             | DuitslandKristina Vogel Miriam Welte                                               | Verenigd KoninkrijkJessica Varnish Rebecca James                         |
| 2014 | RuslandElena Brezhniva Anastasia Vojnova                                           | DuitslandMiriam Welte Kristina Vogel                                               | NederlandElis Ligtlee Shanne Braspennincx                                |
| 2015 | RuslandAnastasia Vojnova Darja Sjmeleva                                            | DuitslandMiriam Welte Kristina Vogel                                               | NederlandLaurine van Riessen Elis Ligtlee                                |
| 2016 | RuslandAnastasia Vojnova Darja Sjmeleva                                            | SpanjeTania Calvo Helena Casas Roige                                               | LitouwenSimona Krupeckaitė Miglė Marozaitė                               |
| 2017 | RuslandAnastasia Vojnova Darja Sjmeleva                                            | DuitslandMiriam Welte Kristina Vogel Pauline Grabosch                              | NederlandKyra Lamberink Shanne Braspennincx Hetty van de Wouw            |
| 2018 | RuslandAnastasia Vojnova Darja Sjmeleva                                            | OekraïneLyubov Basova Olena Starikova                                              | DuitslandMiriam Welte Emma Hinze                                         |
| 2019 | RuslandAnastasia Vojnova Darja Sjmeleva Ekaterina Rogovaya                         | DuitslandLea Sophie Friedrich Emma Hinze                                           | NederlandKyra Lamberink Shanne Braspennincx Steffie van der Peet         |
| 2020 | RuslandAnastasia Vojnova Darja Sjmeleva Natalia Antonova Ekaterina Rogovaya        | Verenigd KoninkrijkMillicent Tanner Blaine Ridge-Davis Lusia Steele Lauren Bate    | OekraïneLyubov Basova Olena Starikova Oleksandra Logvinjoek              |
| 2021 | NederlandShanne Braspennincx Kyra Lamberink Hetty van de Wouw Steffie van der Peet | DuitslandLea Sophie Friedrich Pauline Grabosch Alessa-Catriona Pröpster            | RuslandNatalia Antonova Darja Sjmeleva Yana Tyshchenko Anastasia Vojnova |
| 2022 | DuitslandLea Sophie Friedrich Pauline Grabosch Emma Hinze                          | NederlandShanne Braspennincx Kyra Lamberink Hetty van de Wouw Steffie van der Peet | PolenMarlena Karwacka Urszula Łoś Nikola Sibiak                          |
| 2023 | DuitslandLea Sophie Friedrich Pauline Grabosch Emma Hinze Alessa-Catriona Pröpster | Verenigd KoninkrijkLauren Bell Emma Finucane Katy Marchant Sophie Capewell         | NederlandKyra Lamberink Steffie van der Peet Hetty van de Wouw           |
| 2024 | DuitslandLea Sophie Friedrich Pauline Grabosch Emma Hinze                          | Verenigd KoninkrijkSophie Capewell Emma Finucane Katy Marchant Lowri Thomas        | NederlandKyra Lamberink Hetty van de Wouw Steffie van der Peet           |
| 2025 | NederlandKimberly Kalee Hetty van de Wouw Steffie van der Peet                     | Verenigd KoninkrijkLauren Bell Rhian Edmunds Rhianna Parris-Smith                  | DuitslandLea Sophie Friedrich Pauline Grabosch Clara Schneider           |

Edities

2010 ·
2011 ·
2012 · 
2013 · 
2014 · 
2015 · 
2016 · 
2017 · 
2018 · 
2019 · 
2020 ·
2021 ·
2022 ·
2023 ·
2024 ·
2025 ·
2026

Onderdelen

Achtervolging (individueel) · 
afvalkoers · 
keirin · 
koppelkoers · 
omnium · 
ploegenachtervolging · 
puntenkoers · 
scratch · 
sprint · 
teamsprint ·  
tijdrijden

Voormalig:
derny ·
stayeren ·
tandem